# Eduard Gleim

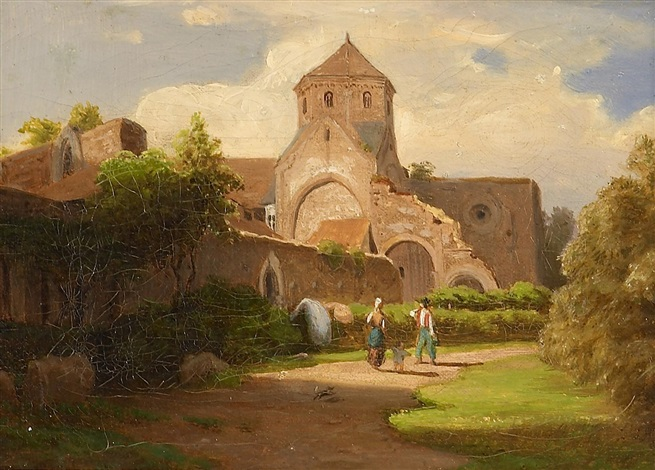
Eduard Gleim: Ansicht einer Klosterruine, Öl auf Leinwand

Eduard Gleim (* 31. März 1812 in Bad Schwalbach; † 4. März 1899 in München) war ein deutscher Landschaftsmaler.
Gleim besuchte das Gymnasium in Hersfeld. Seit 1830 studierte er Rechtswissenschaften an der Philipps-Universität Marburg und Ruprecht-Karls-Universität Heidelberg.
Gleim änderte seine Lebenspläne und zog nach Karlsruhe, um bei Ernst Fries Landschaftsmalerei zu studieren.
Nach dem Selbstmord von Ernst Fries am 11. Oktober 1833 ging Gleim nach München, um bei Moritz von Schwind, Feodor Dietz, Albert Zimmermann und Friedrich Voltz sein Studium fortzusetzen. Seit 1840 stellte er seine Landschaftsbilder im Kunstverein München und anderen Kunstausstellungen aus.
Gleim heiratete 1847 die Tochter des Finanzrates Matthes in Karlsruhe und übernahm eine Privatstelle als Rentenverwalter in Mannheim. Von 1848 bis 1860 lebte Gleim in Weinheim, ging dann nach München, wo er auch nach dem Tode seiner Frau 1865 als freischaffender Maler tätig war.